# Marianne Alopaeus
Marianne Alopaeus, född Rosenbröijer 9 oktober 1918 i Ekenäs i Finland, död 10 november 2014 i Helsingfors, var en finlandssvensk författare och översättare.

## Biografi
Alopaeus, som  var dotter till kronofogden Bruno Boris Rosenbröijer och Ann-Mari Sawela, gifte sig 1940 med Karl Gustaf Alopaeus. Hennes första roman publicerades 1945 under namnet Alopaeus. Året därpå flyttade hon till Sverige. Hon fick två barn i första äktenskapet. Senare bosatte hon sig i USA och i Frankrike, men återkom till Sverige 1973. Hon gifte sig andra gången 1974 med Jan Gehlin. Hon återflyttade till Finland en knapp vecka före sin död och avled på Eira sjukhus i Helsingfors.

## Författarskap
Marianne Alopaeus debutroman Uppbrott (1945) behandlade kvinnans självständighet. Hennes mest kända verk är Mörkrets kärna (1965), som innehåller starka drag av Simone de Beauvoirs existentialistiska stil. Den handlar om en kvinna som förkastar sina barns prioriteringar att koncentrera sig på intellektuella sysselsättningar. Boken nominerades till Nordiska rådets litteraturpris. Drabbad av Sverige (1983) analyserar kritiskt Sverige och svenskhet. 1947 tilldelades hon den finska Tack för boken-medaljen. Hennes böcker har översatts till finska och norska.

## Priser och utmärkelser
- Svenska Dagbladets litteraturpris 1945
- Tack för boken-medaljen 1967 för Mörkrets kärna
- Alf Henrikson-priset 1988[3]

### Skriftliga källor
- Svenskt författarlexikon: Biobibliografisk handbok till Sveriges moderna litteratur 2: 1941–1950. Stockholm: Rabén & Sjögren. 1953. sid. 22. Libris 113134. https://runeberg.org/sfl/2/
- Dödsannons: Dagens Nyheter, Kulturbilagan, den 30.11.2014, sid. 33.
- Nekrolog i Hufvudstadsbladet den 27.11.2014, sid. 26.